# Lindenblüte

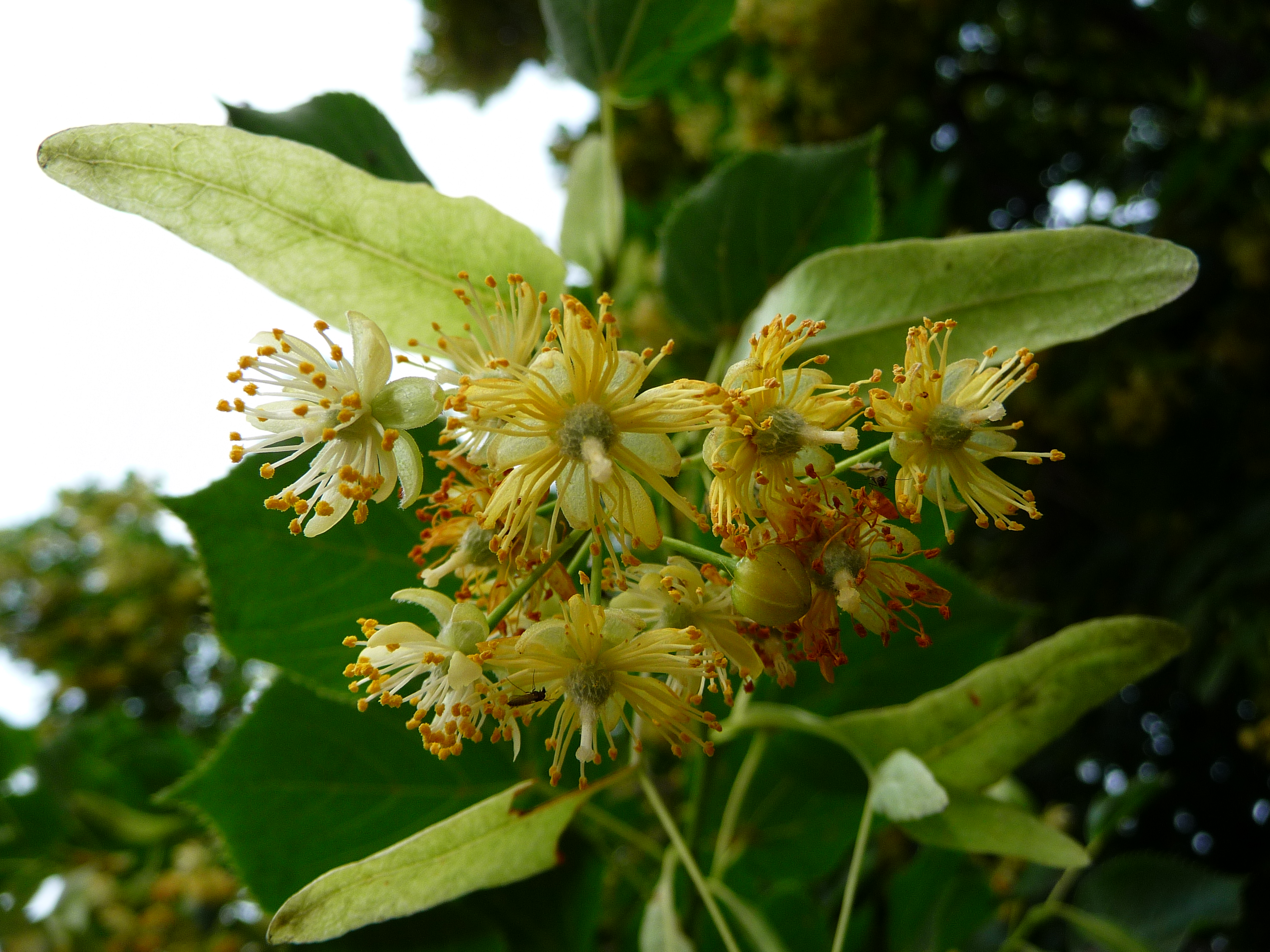
Blüten der Sommerlinde

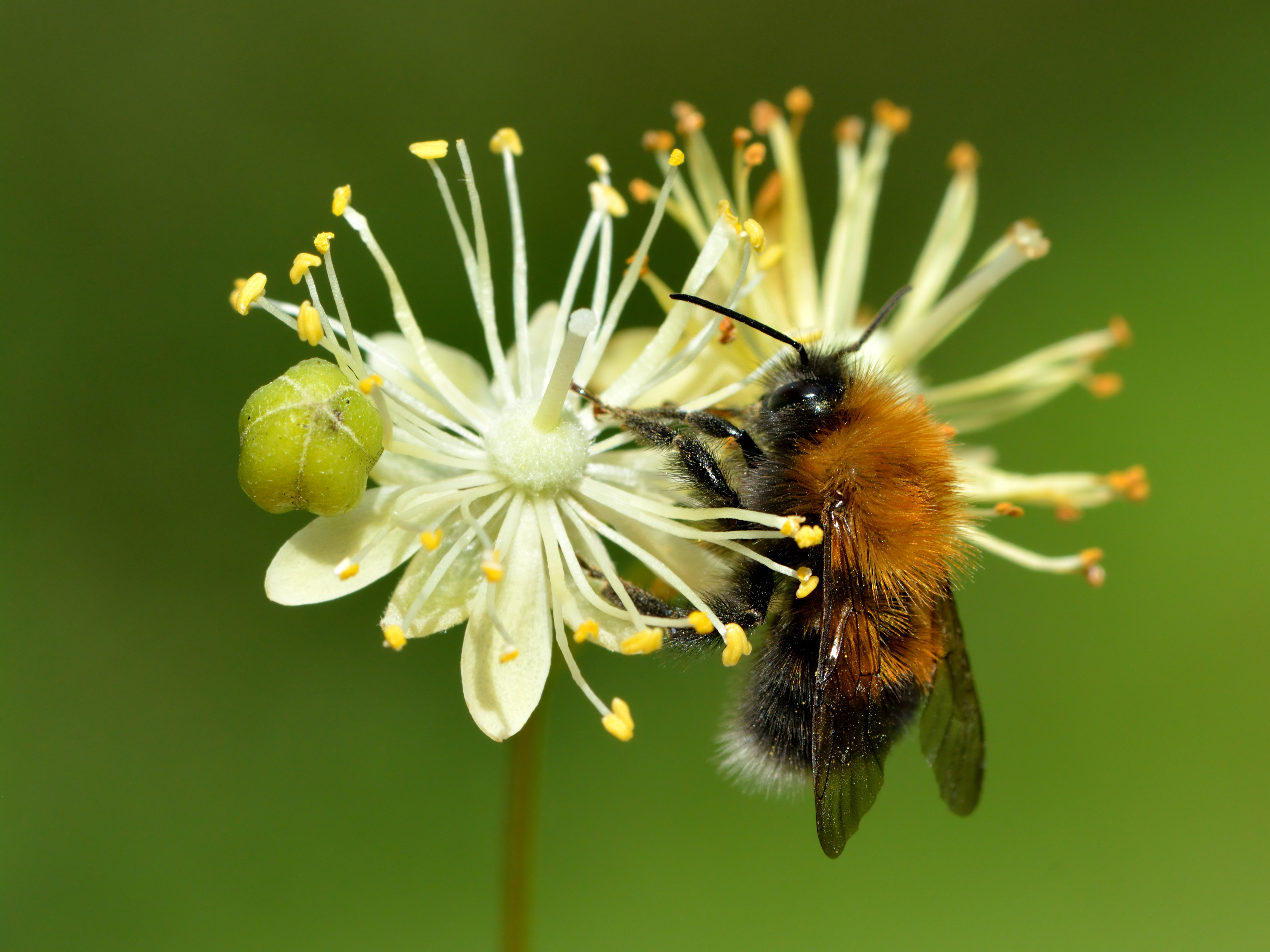
Blüten der Winterlinde und Baumhummel

Lindenblüten der Linde (Tilia), ein Malvengewächs, werden seit langem als Heilmittel verwendet.

## Blüte
Die Sommerlinde blüht von Juni bis August, wogegen die Winterlinde (Tilia cordata) mit ähnlichen Blüteneigenschaften einige Wochen später blüht. An der Unterseite der Lindenblüte befindet sich ein unauffälliges, schuppenförmiges sowie ein großes, zungenförmiges Deckblatt. Es ist dünnhäutig und von grünlich-gelber Farbe. Sie hat zudem etwas kleinere Blätter.
Die Kelchblätter sind graugrün, eiförmig und spitz, die Kronblätter gelbgrünlich weiß und mehr oder weniger aufgerichtet. Die Staubblätter werden bis 30 mm lang. Die Frucht wird bis 8 mm groß. Sie ist fast kugelig, einsamig, dünnschalig und zerbrechlich. Zur Fruchtreife erfolgt die gemeinsame Verbreitung des gesamten Fruchtstands, wobei das große Deckblatt als Flugapparat dient.

## Heilmittel

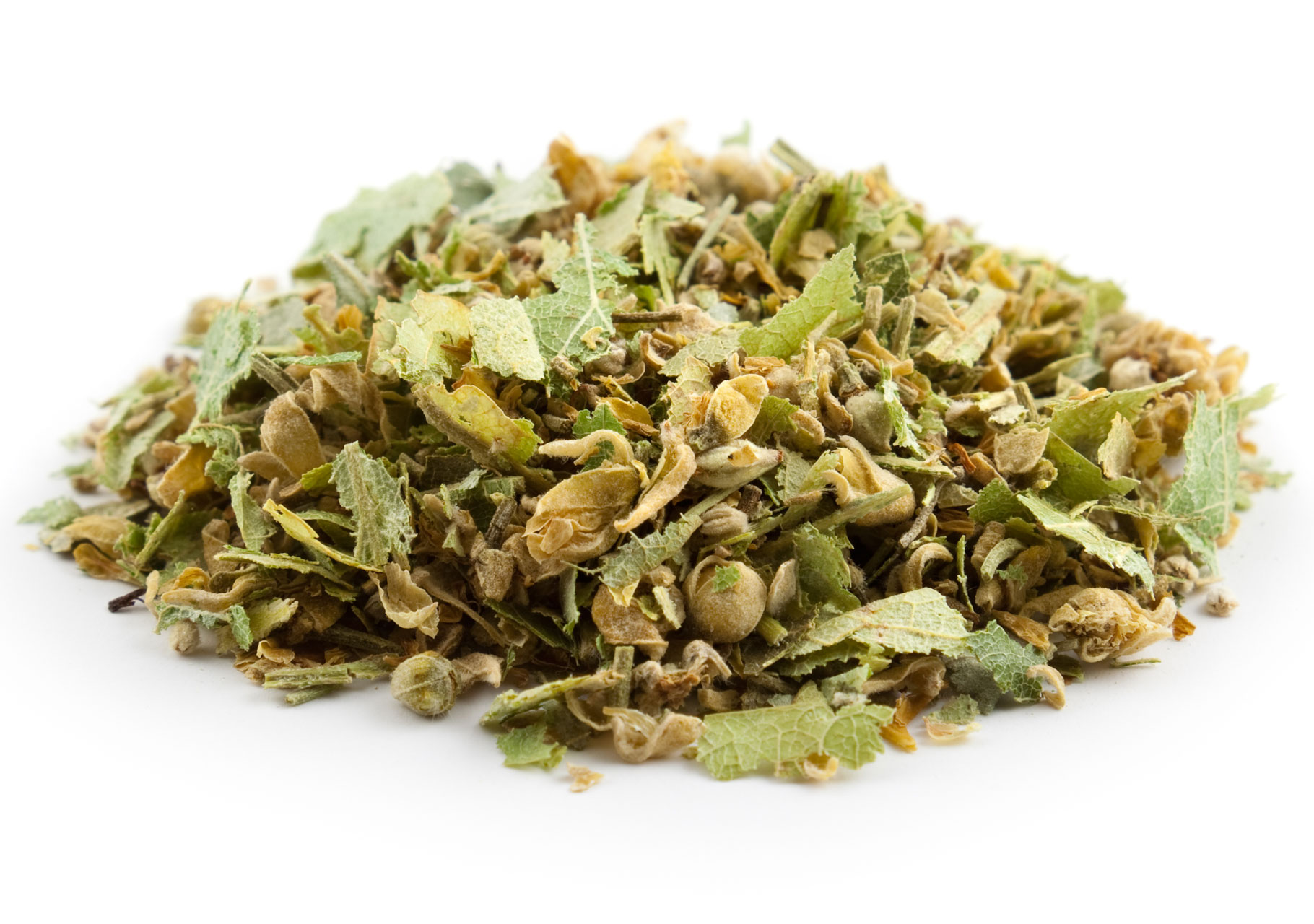
Getrocknete Lindenblüten zur Tee-Zubereitung

Als Heilmittel war die Lindenblüte schon im Mittelalter bekannt und wird auch heute noch mit gutem Erfolg verwendet. Sie zählt zu den bekanntesten Hausmitteln. Ihre Wirksamkeit wird durch die Erfahrung in der Hausmedizin belegt, andere Wirksamkeitsstudien für die Lindenblüte selbst fehlen. Es gibt jedoch Studien zu ihren Inhaltsstoffen.

## Tee
Verwendet für die Herstellung von Tee wird der gesamte Blütenstand mit dem dazugehörigen Hochblatt, die Ernte erfolgt bis fünf Tage nach dem Aufblühen und idealerweise an einem trockenen Vormittag. Die getrockneten Lindenblüten sind gelblich bis grünlich, der aufgegossene Tee ist allerdings von tief goldroter Färbung.

## Inhaltsstoffe
- Ätherische Öle
- Pflanzensäuren
- Schleimstoffe
- Glykoside (Flavonoide, Saponine)

Der Geruch der Blüte ist stark aromatisch und der Geschmack ist schwach süß.

## Verwendung

### Als Tee
Lindenblütentee wirkt ähnlich wie Malventee bei Katarrhen der Atemwege aufgrund der Schleimstoffe hustenreizstillend und lindert Halsschmerzen. Die anderen Inhaltsstoffe wie die Glykoside geben der Lindenblüte eine krampflösende, schmerzstillende und entzündungshemmende Wirkung. Daher wird sie vorwiegend bei fieberhaften Erkältungen, grippalen Infekten und Katarrhen der oberen Atemwege und als Begleitbehandlung auch bei Rheuma, Nierenentzündung und Ischialgie eingesetzt.
Die Lindenblüte dient auch zur Behandlung von leichten Krämpfen, Migräne und Magenbeschwerden. Lindenblüten enthalten zudem beruhigend wirkende Stoffe und werden zur Linderung von Unruhezuständen verwendet.

### Als Badekonzentrat
Lindenblütenextrakte werden auch Badekonzentraten wegen der beruhigenden und einschlaffördernden Wirkung zugesetzt.

## Weitere Bedeutung
Die Lindenblüte ist eine hervorragende Nahrungsquelle für Insekten, insbesondere für Honigbienen, wo Honigerträge bis etwa 2,5 kg je Baum und Blühsaison möglich sind.